# ジェシー・テイラー
ジェシー・テイラー（Jesse Taylor、1983年1月2日 - ）は、アメリカ合衆国の男性総合格闘家。カリフォルニア州パウェイ出身。ジ・アリーナ所属。元CWFCミドル級王者。

## 来歴
2006年8月4日、King of the Cageでプロ総合格闘技デビュー。
2008年、リアリティ番組「The Ultimate Fighter」のシーズン7に参加し、フォレスト・グリフィン率いるチーム・フォレストに所属。準決勝で親友でもあるティム・クレデューに判定勝ちし、決勝進出を決めた。しかし、共同生活終了後に泥酔しパレスステーション・ホテル&カジノの駐車場でリムジンの窓ガラスを蹴り破るという事件を起こし失格となり、6月21日の決勝進出を取り消された。
2008年7月19日、UFC Fight Night: Silva vs. IrvinでCB・ダラウェイと対戦し、ペルヴィアン・ネクタイ（脚で頭を抑えた状態からの変形フロントチョーク）で一本負け。この1試合のみでUFCからリリースされた。
2009年7月20日、DREAM初出場となったDREAM.10でユン・ドンシクと対戦。グラウンドでの攻防中にユンが左足首の異常をアピールし、ギブアップ勝ちとなった。
2009年8月15日、Strikeforce初出場となったStrikeforce: Carano vs. Cyborgでジェイ・ヒエロンと対戦し、判定負け。
2009年11月6日、Strikeforce Challengers 4でルーク・ロックホールドと対戦し、チョークスリーパーで一本負け。
2011年12月3日、Australian FC 2でヘクター・ロンバードと対戦し、ヒールホールドで一本負け。

### UFC復帰
2017年、リアリティ番組「The Ultimate Fighter」のシーズン25に参加し、TJ・ディラショー率いるチーム・ディラショーに所属。ウェルター級トーナメント1回戦でメディ・バグダッドに判定勝ち、準々決勝でハイダー・ハッサンに一本勝ち、準決勝でジェームス・クラウスに一本勝ちを収め決勝に進出した。
2017年7月7日、9年ぶりのUFC出場となったThe Ultimate Fighter 25 Finaleで行われたウェルター級トーナメント決勝でディエゴ・リマと対戦し、リアネイキッドチョークで一本勝ちを収め優勝を果たした。
2017年10月13日、米国アンチドーピング機関（USADA）が8月22日に実施した競技外抜き打ち検査で、テイラーからクロミフェンの陽性反応が検出されたため1年間の出場停止処分を科した。
出場停止が解除されてから1か月後、テイラーはUFCからリリースされた。

## 戦績
| 総合格闘技 戦績 | 総合格闘技 戦績 | 総合格闘技 戦績 | 総合格闘技 戦績 | 総合格闘技 戦績 | 総合格闘技 戦績 | 総合格闘技 戦績 |
| --------------- | --------------- | --------------- | --------------- | --------------- | --------------- | --------------- |
| 33 試合         | (T)KO           | 一本            | 判定            | その他          | 引き分け        | 無効試合        |
| 23 勝           | 5               | 13              | 6               | 0               | 0               | 0               |
| 9 敗            | 0               | 8               | 1               | 0               | 0               | 0               |

| 勝敗 | 対戦相手                 | 試合結果                             | 大会名                                                                  | 開催年月日     |
| ○    | ディエゴ・リマ           | 2R 0:43 リアネイキッドチョーク       | The Ultimate Fighter 25 Finale 【ウェルター級トーナメント 決勝】        | 2017年7月7日   |
| ○    | クリス・フィールズ       | 2R 1:06 リアネイキドチョーク         | Cage Warriors 51 【CWFCミドル級タイトルマッチ】                         | 2012年12月31日 |
| ○    | スティーブ・ケネディ     | 1R リアネイキドチョーク              | K-Oz Entertainment: Bragging Rights 4 【K-Ozミドル級タイトルマッチ】    | 2012年11月16日 |
| ○    | マルセル・フォルトゥナ   | 5分3R終了 判定3-0                    | Dragon House 11                                                         | 2012年8月18日  |
| ○    | クリストファー・オルテガ | 1R 1:13 ギロチンチョーク             | Cage Gladiator 7                                                        | 2012年8月4日   |
| ×    | ゲール・グリモー         | 3R 0:55 腕ひしぎ十字固め             | Cage Warriors: Fight Night 6 【CWFCウェルター級タイトルマッチ】         | 2012年5月24日  |
| ×    | マメッド・ハリドヴ       | 1R 1:46 膝十字固め                   | KSW 17: Revenge                                                         | 2011年11月26日 |
| ○    | マリオ・トルヒーヨ       | 1R 1:30 リアネイキドチョーク         | Panama Fight League: Ultimate Combat Challenge 7                        | 2011年12月30日 |
| ×    | ヘクター・ロンバード     | 2R 1:26 ヒールホールド               | Australian FC 2: Lombard vs. Taylor 【Australian FCミドル級王座決定戦】 | 2011年12月3日  |
| ○    | デニス・カーン           | 1R 1:57 リアネイキドチョーク         | BFL 8: Island Beatdown                                                  | 2011年5月28日  |
| ○    | クレイ・ダビッドソン     | 5分3R終了 判定3-0                    | BFL 7: Invasion                                                         | 2011年3月26日  |
| ○    | ディラン・アンドリュース | 1R 2:40 ギロチンチョーク             | Australian Fighting Championship 1                                      | 2010年11月12日 |
| ○    | トム・ワトソン           | 5分3R終了 判定3-0                    | MFC 26: Retribution                                                     | 2010年9月10日  |
| ○    | ムリーロ・ブスタマンチ   | 2R 2:10 TKO（棄権）                  | Impact FC 2: The Uprising Sydney                                        | 2010年7月18日  |
| ×    | ターレス・レイチ         | 1R 2:27 腕ひしぎ三角固め             | MFC 25: Vindication                                                     | 2010年5月7日   |
| ○    | ジェイソン・デイ         | 1R 1:14 チョークスリーパー           | Aggression MMA 2: Vengeance                                             | 2010年2月5日   |
| ×    | ルーク・ロックホールド   | 1R 3:42 チョークスリーパー           | Strikeforce Challengers 4                                               | 2009年11月6日  |
| ×    | ジェイ・ヒエロン         | 5分3R終了 判定0-3                    | Strikeforce: Carano vs. Cyborg                                          | 2009年8月15日  |
| ○    | ユン・ドンシク           | 1R 1:02 ギブアップ（左足首靭帯損傷） | DREAM.10 ウェルター級グランプリ2009 決勝戦                              | 2009年7月20日  |
| ○    | ルーベン・バルボーザ     | 1R 3:13 チョークスリーパー           | Total Combat 33 【TCミドル級王座決定戦】                                | 2009年7月11日  |
| ○    | エリック・ダビラ         | 1R 2:29 チョークスリーパー           | Shark Fights 4                                                          | 2009年5月2日   |
| ○    | クリス・カモージー       | 5分3R終了 判定3-0                    | King of Champions: Shockwave 2009 【KOCミドル級王座決定戦】             | 2009年3月28日  |
| ○    | ゲルト・コチャニ         | 2R 4:45 チョークスリーパー           | XCF: Rumble in Racetown 1                                               | 2009年2月14日  |
| ○    | リコ・アルタミラーノ     | 2R 2:00 チョークスリーパー           | TWC 1: The Beginning                                                    | 2009年1月15日  |
| ○    | ドリュー・フィケット     | 1R 1:42 TKO（打撃）                  | Total Combat 32                                                         | 2008年10月2日  |
| ×    | CB・ダラウェイ           | 1R 3:58 ペルヴィアン・ネクタイ       | UFC Fight Night: Silva vs. Irvin                                        | 2008年7月19日  |
| ○    | ホルヘ・ラミレス         | 1R 0:42 TKO（パンチ連打）            | MMA Xtreme 15                                                           | 2007年11月16日 |
| ○    | マット・メジャー         | 5分3R終了 判定3-0                    | Melee on the Mountain                                                   | 2007年11月6日  |
| ×    | ケニー・エント           | 1R 0:37 三角絞め                     | Primal MMA: The Next Level                                              | 2007年8月11日  |
| ○    | ホルヘ・オルティス       | 2R 1:09 TKO（パンチ連打）            | Total Combat 21                                                         | 2007年6月8日   |
| ×    | ジェシー・フォーブズ     | 1R 1:21 腕ひしぎ十字固め             | Tuff-N-Uff 2                                                            | 2007年4月14日  |
| ○    | ノエル・ロドリゲス       | 2R 1:03 チョークスリーパー           | MMA Xtreme 9                                                            | 2007年3月3日   |
| ○    | クリス・チアソン         | 2R 1:28 TKO（パンチ連打）            | No Limits: Annihilation                                                 | 2006年11月4日  |
| ○    | ロバート・サルコジ       | 5分2R終了 判定3-0                    | KOTC: Rapid Fire                                                        | 2006年8月4日   |

## 獲得タイトル
- KOCミドル級王座（2009年）
- Total Combatミドル級王座（2009年）
- K-Oz Entertainmentミドル級王座（2012年）
- 第5代CWFCミドル級王座（2012年）
- The Ultimate Fighter 25 ウェルター級トーナメント 優勝（2017年）

## 表彰
- レスリング NJCAAオールアメリカン（2回）